# Musée de Valladolid
Le Musée de Valladolid a été créé en 1879. Il se trouve depuis les années 1960 au Palais de Fabio Nelli de Valladolid. La collection du musée se partage en deux sections : 10 salles pour l'archéologie et 8 salles pour les Beaux-Arts. 
La partie archéologie expose des pièces de la province de Valladolid depuis le Paléolithique jusqu'au Moyen-Âge. 
Le secteur des Beaux-Arts offrent aux visiteurs des peintures du XVe et XVIe siècles, des teintures, de l'orfèvrerie, de la céramique populaire espagnole, des sculptures et un pan sur l'histoire de la ville. 

## Histoire du Musée
Le musée de Valladolid tient son origine de la Galerie Archéologique installée en 1875 dans le Musée des Beaux-Arts de Valladolid au sein du Collège de Santa Cruz. 
En 1940, il est transformé en Musée Archéologique de Valladolid avec une rénovation de ses installations. Il a été incorporé au sein de l'Université en tant que service. 
En 1968, le Musée déménage dans son lieu actuel, le Palais renaissance de Fabio Nelli. En 1987, l'État transfère sa gestion à la Communauté Autonome de Castille et Léon. Il s'appelle depuis Musée de Valladolid. 
Actuellement, le Musée est le dépositaire de tous les matériaux exhumés lors des opérations archéologiques qui ont lieu dans la province. 

## Édifice
Le musée de Valladolid s'installe dans le palais renaissance de Fabio Nelli d'Espinosa, un des bâtiments civils de la fin du XVIe. 
La façade principale compte deux tours et une porte centrale conçue comme deux arcs de triomphe superposés. 
Avec l'extinction de la descendance des Nelli, leurs biens reviennent à la Maison royale de Miséricorde de Valladolid. Ce Palais a servi comme entrepôt pour les troupes françaises pendant la Guerre d'Indépendance. Il a ensuite accueilli les bureaux des Douanes de Valladolid. Le Palais n'étant plus payé, il revient alors à la famille Tablares.
En 1942, le Palais a été acheté par l'État pour y installer l'Institut Féminin de Valladolid avant de le transformer en musée.

## Collections
Les fonds du Musée possèdent des œuvres de différente nature dont des objets archéologiques et artistiques.
Les collections archéologiques permettent d'établir une exposition de l'évolution de la culture matérielle depuis l'apparition de l'Homme dans la province jusqu'à nos jours. Ces collections sont enrichies sans cesse avec des matériaux récoltés lors des fouilles archéologiques locales. 
La collection artistique est composée en grande partie par des dons d'institutions et de particuliers, surtout après la Guerre civile.